# Nowhere (film)
Nowhere is een film uit 1997 onder regie van Gregg Araki.

## Verhaal
De film gaat over het leven van seks en drugs in Los Angeles. Door de film heen gaat het vooral over Dark en Montgomery. Ze flirten en het leidt tot een romance.

## Rolverdeling
| Acteur              | Personage         |
| ------------------- | ----------------- |
| James Duval         | Dark Smith        |
| Rachel True         | Mel               |
| Nathan Bexton       | Montgomery        |
| Kathleen Robertson  | Lucifer           |
| Jordan Ladd         | Alyssa            |
| Christina Applegate | Dingbat           |
| Jeremy Jordan       | Bart Sighvatssohn |
| Jaason Simmons      | Het tieneridool   |
| Ryan Phillippe      | Shad              |
| Heather Graham      | Lilith            |
| Mena Suvari         | Zoe               |
| Denise Richards     | Jana              |
| Traci Lords         | Roddelaar #1      |
| Shannen Doherty     | Roddelaar #2      |
| Rose McGowan        | Roddelaar #3      |
| John Ritter         | Moses             |
| Debi Mazar          | Kozy              |
| Chiara Mastroianni  | Kriss             |